# Taiyou
«Taiyou» (太陽?), es un sencillo de la banda japonesa 12012, el octavo que lanzan como banda major tras firmar con Universal Music Japan. Fue lanzado el 20 de agosto de 2008, en tres versiones distintas, todas incluyen las canciones "Taiyou" y "Kaleidoscope", la edición limitada tipo A incluye un DVD con el PV de la canción que le da título al sencillo, la edición limitada tipo B incluye como bonus la canción "Hello,seventeen", y la edición regular incluye una versión en vivo de la canción "Butterfly" del concierto realizado en el AKASAKA BLITZ el 15 de mayo.
Alcanzó el número # 28 en el ranking del Oricon Singles Weekly Chart.

## Lista de canciones
| Edición Regular (CD) |                                                |          |  |
| N.º                  | Título                                         | Duración |  |
| 1.                   | «Taiyou»                                       |          |  |
| 2.                   | «Kaleidoscope»                                 |          |  |
| 3.                   | «Butterfly» (LIVE at AKASAKA BLITZ 2008.05.15) |          |  |

| Edición Limitada Tipo A (CD) |                |          |  |
| N.º                          | Título         | Duración |  |
| 1.                           | «Taiyou»       |          |  |
| 2.                           | «Kaleidoscope» |          |  |

| Edición Limitada Tipo A (DVD) |               |          |  |
| N.º                           | Título        | Duración |  |
| 1.                            | «Taiyou» (PV) |          |  |

| Edición Limitada Tipo B (CD) |                   |          |  |
| N.º                          | Título            | Duración |  |
| 1.                           | «Taiyou»          |          |  |
| 2.                           | «Kaleidoscope»    |          |  |
| 3.                           | «Hello,seventeen» |          |  |